# Santa Maria della Concordia (Nápoly)
A Santa Maria della Concordia templom Nápoly hasonló nevű terén található. 1556-ban épült Giuseppe Romano tervei alapján. A 18. században Giovanni Battista Nauclerio vezetése alatt végeztek fontosabb módosításokat rajta. A bejárattól balra található Gaspare Benemerino, Fez királyának fia síremléke (1641). A feliratok szerint Benemerino lemondott a trónról, áttért a keresztény hitre, és belépett III. Fülöp spanyol király (1578–1621) hadseregébe, annak reményében, hogy feleségül tudja venni a király egyik leányát. A francia uralom alatt zeneiskolává alakították, majd később az adósok börtöneként vált ismertté.